# Zambia en los Juegos Paralímpicos de Londres 2012
Zambia compitió en los Juegos Paralímpicos de Londres 2012, celebrados en la capital británica entre el 29 de agosto y el 9 de septiembre de 2012.

## Atletismo
Hombres
| Atleta         | Prueba     | Serie     | Serie  | Final           | Final           |
| Atleta         | Prueba     | Resultado | Puesto | Resultado       | Puesto          |
| -------------- | ---------- | --------- | ------ | --------------- | --------------- |
| Lassam Katongo | 800 m T12  | 2:04.22   | 3      | No se clasificó | No se clasificó |
| Lassam Katongo | 1500 m T13 | 4:27.81   | 11     | No se clasificó | No se clasificó |

Mujeres
| Atleta        | Prueba                     | Distancia | Puntos | Posición |
| ------------- | -------------------------- | --------- | ------ | -------- |
| Rhodah Mutale | Lanzamiento de peso F57-58 | 4.59      | 200    | 17       |